# Отто Мартін Нікодим
Отто Мартін Нікодим (пол. Otton Marcin Nikodym; *3 серпня 1887, Заболотів, Галичина, Австро-Угорщина, зараз Івано-Франківська область, Україна — †4 травня 1974, Ютіка, Сполучені Штати) — польський математик, відомий популяризатор математики, автор серії радіопередач про математику. 

## Досягнення
Один із засновників Польського математичного товариства в 1919 році.
Визнаний за внесок у розвиток функціонального аналізу, теорії диференціальних рівнянь та дескриптивної теорії множин.
Закінчив факультет математики Львівського університету у 1911 році. Відразу  після закінчення університету почав працювати шкільним вчителем математики в Кракові, де він залишався до 1924 р. Отримав докторський ступінь у 1924 р. у Варшавському університеті,  в липні 1927 р. там отримав габілітацію. З 1925 року професор у Краківському університеті. З 1948 по 1965 рік працював у коледжі Кеньон в штаті Огайо в Сполучених Штатах.